# Erigone benes
Espèce
Erigone benes est une espèce d'araignées aranéomorphes de la famille des Linyphiidae.

## Distribution
Cette espèce est endémique du Wyoming aux États-Unis,.

## Publication originale
- Chamberlin & Ivie, 1939 : Studies on North American spiders of the family Micryphantidae. Verhandlungen, VII. Internationaler Kongress für Entomologie, Berlin, vol. 1, p. 56-73.